# Aianka
Aianka (en rus: Аянка) és un poble del krai de Kamtxatka, a Rússia, que el 2021 tenia 252 habitants. Pertany al districte de Kàmenskoie.